# Mark Mangold
Mark Mangold (Miami, 28 gennaio 1948) è un tastierista e compositore statunitense.

## Carriera

### Gli inizi, i Valhalla, gli American Tears e i Touch
Inizia la carriera nei Valhalla, una rock band di stampo sinfonico.
Nel 1974 forma i seminali American Tears, insieme a questo gruppo inciderà due albums, "Branded Bad" del 1974 e "Powerhouse" del 1977. I suoni del primo album si assestano su un generico progressive rock con influenze Procul Harum e Supertramp, mentre il secondo disco gode di una produzione migliore e di una maggiore presenza di arrangiamenti "pomp".
Con il batterista degli American Tears, nel 1978, formerà i Touch. Autori di un solo album nel 1980, omonimo, è considerato uno dei più importanti album per la nascita del movimento AOR. Nell'album è presente il singolo "Don't You Know What Love Is", che raggiunse una notevole posizione nella classifica USA Billboard precisamente la 65ª posizione. Bisogna aggiungere che la band aveva registrato un secondo disco nel 1982, prodotto dal famoso chitarrista rock Todd Rundgren, che però non vide mai la luce. Solo alla fine degli anni '90 fu inserito come bonus-disc nella ristampa del primo album su cd.
Come attività live è da segnalare che la band prese parte al famoso Monsters of Rock del 1980 a Donington, come band di apertura.

### L'attività di songwriter e Drive She Said
Chiuso il capitolo Touch, Mark Mangold riesce a riprendere l'attività e diventa il tastierista ed arrangiatore di Michael Bolton per il disco Everybody's Crazy. Ancora con Bolton firma la hit "I found someone" portata al successo prima da Laura Branigan e poi ancora maggiormente da Cher nel 1987.
Come songwriter collaborerà negli anni '80 con Benny Mardones, Tone Norum e Fiona.
Tra il 1988 e il 1989, quasi dopo 10 anni da "Touch", Mark Mangold forma una nuova band i Drive She Said in coppia con il cantante-chitarrista Al Fritsch. Nel 1989 uscirà il loro primo album omonimo, tra Hard Rock, AOR e suoni tecnologici (per via anche della batteria campionata). Sono presenti molti ospiti tra cui Bob Kulick, Aldo Nova e Fiona Flanagan. Due anni dopo uscirà il secondo album "Drivin'wheel", con il singolo "Think of love", di cui fu girato anche un videoclip. Nel 1993 uscirà anche un terzo album, "Excelerator".

### La fine dei Drive She Said, Mystic Healer e altre iniziative
A fine anni '90 mette su un nuovo gruppo Mystic Healer ancora con Al Fritsch ma in veste di chitarrista, più una marea di ospiti come i fratelli Kulick, Peppy Castro dei Balance, Tamara Champlin, Michael Bolton, Chuck Burgi, per un disco che tenta di ripercorrere le sonorità degli anni '80. 
Da notare anche il progetto Flesh & Blood, sfociato nell'unico album Blues For Daze del 1997, formato da Mangold con il chitarrista Al Pitrelli e il cantante dei Tyketto Danny Vaughn.
Poi nel 2003 tornera a rispolverare il nome Drive She Said per un ultimo album chiamato "Real Life".
Pubblica poi un progetto solista che si distacca sulla sua precedente carriera, puntando ora su un suono pop e new age.
Attualmente fa parte di un gruppo "alternativo" chiamato The Radiant.